# Pururea tânăr (film)
Pururea tânăr (în engleză Forever Young) este un film american din 1992, cu elemente de romance, dramă și science fiction, regizat de Steve Miner. Rolurile principale sunt interpretate de Mel Gibson, Elijah Wood și Jamie Lee Curtis. Scenariu a fost scris de J.J. Abrams după o povestire originală, "The Rest of Daniel". Muzica filmului este compusă de Jerry Goldsmith. Filmul este comercializat sub sloganul "Timpul nu-l așteaptă pe om, dar dragostea adevărată îl așteaptă totdeauna."

## Rezumat
În 1939, căpitanul Daniel McCormick (Mel Gibson) este un pilot de testare îndrăzneț. După o cursă de succes cu un prototip North American B-25 Mitchell, McCormick este întâmpinat de vechiul său prieten, Harry Finley (George Wendt), care-i mărturisește că ultimul său experiment, "Proiectul B", a reușit să facă imposibilul. Mașinăria, construită de Finley și de echipa sa de oameni de știință, este o cameră prototip de congelare criogenică. Când prietena lui McCormick, Helen (Isabel Glasser), ajunge în comă după un accident, iar medicii se îndoiesc că-și va mai reveni vreodată, McCormick insistă el să fie congelat pentru un an, pentru a nu o vedea pe Helen cum moare.
După 53 de ani, doi băieți care se jucau în interiorul unui depozit abandonat al unei unități militare găsesc camera (despre care ei credeau inițial că este un vechi încălzitor de apă). Răsucind cadranele, ei activează accidental procesul de inversare. În confuzia creată, adormitul McCormick prinde din reflex jacheta unui băiat. Ei fug speriați și la scurt timp McCormick se trezește în 1992. După ce a furat o pereche de pantaloni scurți și un tricou de pe o sârmă cu rufe la uscat, el vorbește cu militarii despre experimentul la care fusese supus. Atunci când este crezut că este nebun, McCormick dorește să afle ce s-a întâmplat cu Finley, Helen și lumea care a evoluat aparent peste noapte în jurul lui.
Căutarea îl conduce la Nat Cooper (Elijah Wood), unul dintre cei doi băieți care au deschis camera și proprietarul jachetei menționate anterior. Deși inițial băieții sunt îngroziți, McCormick este capabil să-i calmeze spunându-le povestea sa adevărată. Această legătură este consolidată atunci când mama lui Nat, Claire (Jamie Lee Curtis), îi oferă lui McCormick un loc de ședere, până când el își va da seama ce are de făcut. Cu toate acestea, timpul trece pentru McCormick, iar corpul său începe să îmbătrânească rapid, ca urmare a anilor petrecuți în stază.
Atunci când un alt "atac de îmbătrânire" îl anchilozează practic pe McCormick, el îi spune adevărul lui Claire. Susan, fiica lui Finley, îl informează că tatăl ei a murit cu mulți ani mai înainte (mai târziu, funcționarii guvernamentali precizează că a avut un incendiu în depozit la începutul anilor '40, iar Harry Finley murise în timp ce încerca să-l salveze pe congelatul McCormick). Susan îi oferă lui McCormick jurnalele tatălui ei, sperând că el le poate folosi pentru a-și inversa starea (dar potrivit jurnalelor, proiectul nu poate inversa procesul de îmbătrânire, explicând, astfel, îmbătrânirea rapidă a lui Daniel). Înainte de a pleca, Susan îi spune lui McCormick că Helen este în viață. Funcționarii guvernamentali îl caută și ei pe McCormick, dar în final, Claire le oferă informații cruciale despre "Proiectul B" și nimeni nu este arestat, deoarece agenția guvernamentală analiza ceea ce a mers prost în derularea proiectului.
Ultima sarcină a lui McCormick este să o găsească pe Helen din prezent. Nat urcă la bordul unui bombardier B-25, luat de la un miting aviatic, ajutându-l pe McCormick să aterizeze atunci când un alt atac aproape că-l omoară. Ajungând la vârsta lui adevărată, bătrânul McCormick o cere în căsătorie pe Helen și ea acceptă.

## Distribuție
| Actor            | Rol                               |
| ---------------- | --------------------------------- |
| Mel Gibson       | căpitanul Daniel McCormick, USAAC |
| Jamie Lee Curtis | Claire Cooper                     |
| Elijah Wood      | Nat Cooper                        |
| Isabel Glasser   | Helen                             |
| George Wendt     | Harry Finley                      |
| Joe Morton       | Cameron                           |
| Eric Pierpoint   | Fred                              |
| Richard Ryder    | Pilot #1                          |

O listă completă a distribuției și a echipei de producție este prea lungă pentru a fi inclusă, vezi profilul IMDb.

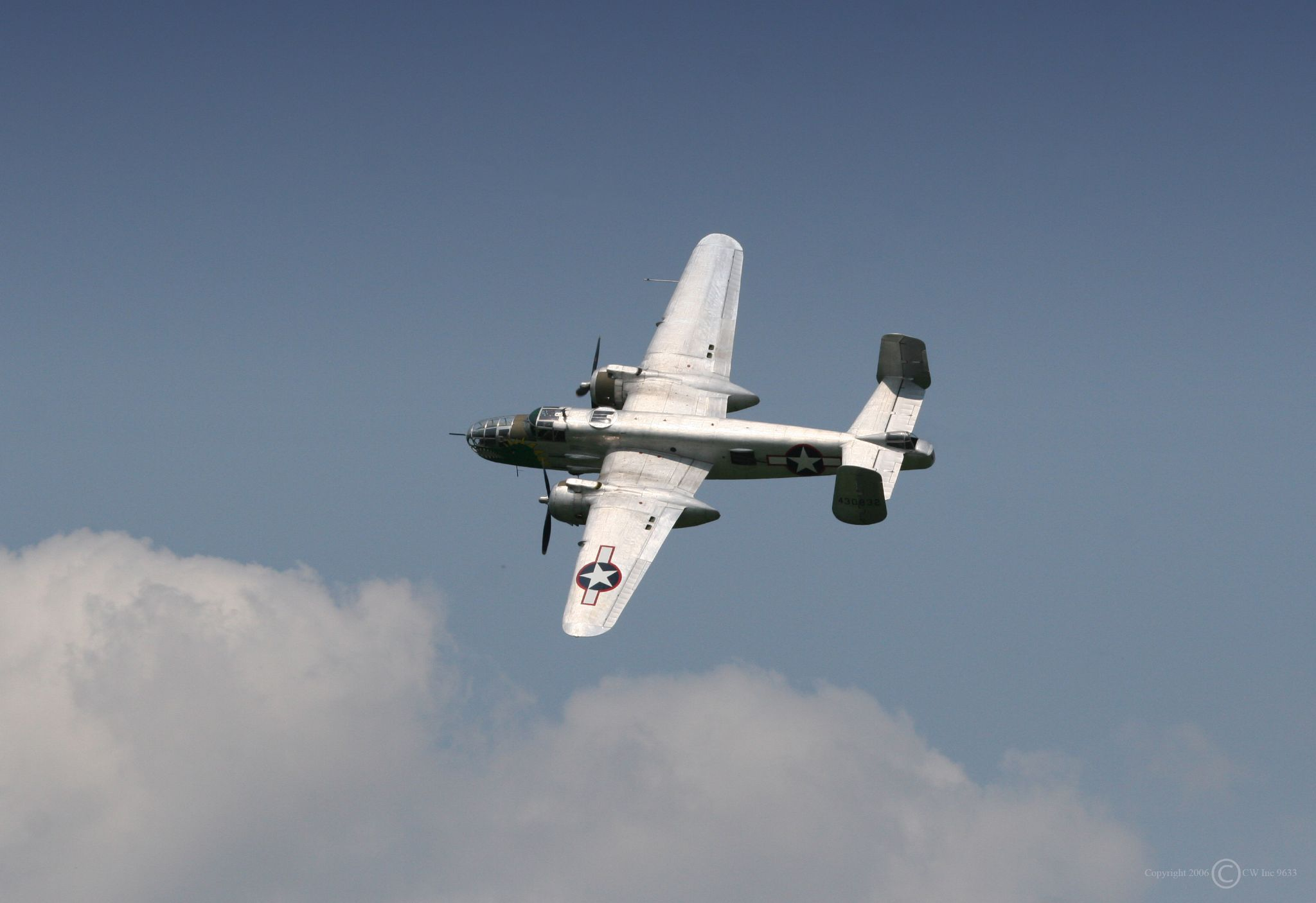
B-25 Mitchell

## Producție
În noiembrie 1990, Warner Bros a achiziționat drepturile de ecranizare pentru "The Rest of Daniel" contra sumei de 2 milioane de dolari, cea mai mare sumă plătită vreodată pentru un scenariu de film. Aparent cumpărat pentru Gibson, el a refuzat oportunitatea de a regizat filmul.
Un avion North American B-25J Mitchell cunoscut ca "Photo Fanny" (din Planes of Fame Museum din Chino, California) ocupă un loc proeminent în film, ca prototipul B-25 și aparatul restaurat mai târziu cu care McCormick zboară către iubita sa.

## Recepție critică
Din punct de vedere al criticii, Pururea tânăr a avut parte de recenzii mixte. Roger Ebert a remarcat: "[Pururea tânăr] nu este unul dintre cele mai inspirate (dintre filmele cu călătorii în timp), chiar dacă are inima sa în locul potrivit..."  Box Office l-a caracterizat ca "sentiment lipicios și melodramă", jucând în numele lui Gibson.

## Box office
În ciuda recenziilor slăbuțe, concentrate în principal pe scenariul inept, filmul a avut parte de o audiență ridicată și a adus încasări de 127.956.187 $ la nivel mondial. Pururea tânăr a avut încasări de 5.609.875 $ în primul weekend și încasări totale de 55.956.187 $ pe piața internă. El a avut încasări de aproximativ 72.000.000 $ pe piața externă. Premiera de la Hollywood s-a transformat într-o strângere de fonduri pentru două organizații de caritate ale lui Gibson, West Hollywood Alcohol and Drug Recovery Center și Santa Monica Homeless Drop-in Center. Cu acest prilej, s-au adunat 70.000 de dolari pentru ambele organizații de caritate.